# فرخ‌نامه
فرخ نامه، دائرةالمعارف علوم و فنون و عقاید است که ابوبکر مطهر بن محمد بن ابوالقاسم ابوسعید جمالی یزدی در سال ۵۹۸ق/۱۱۸۴م و به‌طور خلاصه؛ ابوبکر مطهر جمالی یزدی آن را نوشته‌است. این کتاب دانشنامه‌ای فارسی است که در مقاله سوم آن، به کشاورزی نیز پرداخته‌است. دانشنامه‌های فارسی دربارهٔ عالم انسانی، نباتی(گیاهی) و حیوانی و کانی سخن می‌گویند.
مصحح کتاب، ایرج افشار به ۱۶ نسخه خطی کتاب اشاره کرده‌است. نخستین نسخه چاپی کتاب در سال ۱۳۴۶ منتشر شده‌است. ناشر دیجیتالی کتاب، مرکز تحقیقات رایانه‌ای قائمیه اصفهان و ناشر چاپی آن انتشارات امیر کبیر در سال ۱۳۸۶ می‌باشد.

## فرخ‌نامه یا فرح‌نامه
این کتاب در اقوال گوناگون، گاه فرح‌نامه خوانده شده‌است. اما متن کتاب بهترین سند برای نام فرخ‌نامه برای کتاب است. گمان برخی بر آن است که شباهت معنای نزهت و فرح موجب آن شده‌است. نظری به جملات جمالی یزدی در فرخ نامه بیندازیم تا تأکید وی بر نام فرخ‌نامه را مشاهده‌کنیم:
«زیرا که نام این کتاب فرخ‌نامه است، این نیز فرخ دانستیم.» و «که نام کتاب فرخ نامه است تا فرخی زیادت باشد.»

## زمینه تاریخی کتاب
حدود نود سال پس از تحریر نزهت‌نامه علایی، ابوبکر مطهر جمالی یزدی در مقدمه کتاب خود فرخ‌نامه می‌نویسد: «برخود واجب کردم که به موجب آن کتابی سازم نام آن فرخ‌نامه جمالی از کتب متفرق که از این انواع باشد و هر آنچه در نزهت‌نامه باشد الی‌ماشاالله.»
در این کتاب، به سخنان دانشمندان بزرگی از جمله؛ محمد بن زکریای رازی، ابوریحان بیرونی، ابن سینا و عمرخیام اشاره شده‌است. از جمله کتبی که جمالی یزدی به آن استناد کرده‌است، بخش «الفلاحه» از کتاب جامع العلوم (ستینی) فخر رازی می‌باشد.

## سرفصل‌های کتاب
- مقالت اول در منافع انسان و بهایم دو فصل
- مقالت دوم در منافع طیور(پرندگان) و هوام و حشرات دو فصل

### کشاورزی
- مقالت سوم در منافع الاشجار و الاسفرهم و البقول و الحبوب و الغلات و ما یشبهه، هفت فصل است

فصل اول: در اشجار بیست و دو نام است. خرما، رز، سیب، انار، سفرجل(به)، انبرود(امرود)(گلابی)، شفتالود(شفتالو)، زردآلود(زردآلو)، صفت انجیر، توث(توت)، جوز، نارجیل(نارگیل)، بادام، فندق، فستق(پسته)، سپیدار، طرفا یا درخت گز، قصب(نی)، چنار، پستنک(سنجد)، جلغوزه (میوه درخت صنوبر) و عناب.
فصل دوم: درختان مشموم، و آن هفت جنس است. ترنج، نارنج، لیمو، مورد، گل، سرو و صنوبر.
فصل سوم: در اسپرهم‌ها، سیزده نام. نرگس، سوسن، لاله، لفاح(مهرگیاه)، یاسمین، ضیمران، مرزنجوش، بنفشه، آذرگون، نسرین، نیلوفر، خیری، و شنبلیذ (شنبلید)(شنبلیله).
فصل چهارم: پالیزه یازده نام. خربزه، کذو(کدو)، باذنجان(بادنجان)، ترب، پیاز، سیر، چغندر، گزر(هویج)، کرنب(کلم)، شلغم و عنصل (نوعی پیاز).
فصل پنجم: در بقول: در نوزده نام. بادزوج، گندنا، کهکز(شابانک)، کاهو، سداب، کاشنی(کاسنی)، کرفس، فرفخ(خرفه پرپهن)، گشنیز، سیسنبر(سوسنبر)، نعناع، اسفاناخ(اسفناج)، راشن، نانخواه(زنیان)
، اسفندان (خردل)، سماروغ(قارچ خوراکی)، طرخون(ترخون)، ریواس، سعتر(آویشن).
فصل ششم: در غلات، ده نام است. گندم، جو، باقلا، نخد(نخود)، عدس، برنج، حلبان (گیاهی شبیه ماش)، گاورس، لوبیا.
فصل هفتم: اندر حبوب، یازده نام. رازیانج(رازیانه)(بادیان)، خردل، حرمل(اسفند)، شونیز(سیاه‌دانه)، زیره، بنگ، خشخاش، تودری (گیاهی شبیه خردل)، بزرقطونا(اسفرزه)، کنجد، شاهدانه.

### داروهای گیاهی
- مقالت چهارم اندر حشایش، و در آن دو فصل

فصل اول: اندر اوراق، سیزده نام. حی‌العالم (همیشک)(چلم)، عنب الثعلب (سفرس(انگور فرنگی)، عصفر(کاجیره)، درمنه، درخت مریم (بابونه کبیر)(بابونه گاوی)، جنطیانا، سوسن، خرزهره، اذخر(گورگیاه)، کاکنج یا عروسک پشت پرده، پنج انگشت، بیش، قیصوم(بومادران).
فصل دوم – در اوراق، سه نام: برگ گل، برگ ساذج (برگی مانند برگ گردو) و برگ سرو.

### در شناخت سنگ‌ها و ارواح
- مقالت پنجم در صموغ بیست و دو نام
- مقالت ششم در جواهر و اجساد و احجار و مولد و معمول و معدنی، هفت فصل

### دربارهٔ داروها و عطرها
- مقالت هفتم در معرفت دارو‌ها و طبع آن و عطر‌ها، دو فصل
- مقالت هشتم در روغن‌ها و دانستن علم فراست، دو فصل

### دربارهٔ نجوم
- مقالت نهم در معرفهٔ الاکتاف و مدخلی در نجوم و معرفت موافقت (و مخالفت، بر سه فصل)

### در شناخت اعضای بدن
- مقالت دهم در اختلاجات اعضاء و جدول حیات و ممات و معانی الفاظ پهلوی، در سه فصل

### زهر و علاج آن
- مقالت یازدهم در صفت زهرها و تریاک‌ها و حیلت که درو کنند، بر دو فصل است.

### دربارهٔکیمیاوعجایب
- مقالت دوازدهم در محلول کردن زر و مروارید و طلق و شبه، چهار فصل
- مقالت سیزدهم در عجوب‌ها که خداوندان زرق نمایند در کتابی که زینه الکواکب خوانند (بر دو فصل)

### دربارهٔ کواکب ودعاها
- مقالت چهاردهم در خواتیم الکواکب
- مقالت پانجدهم در ادعیه کواکب
- مقالت شانزدهم در دخنه و زیحاجت خواه